# Grabplatte mit Opfertischszene

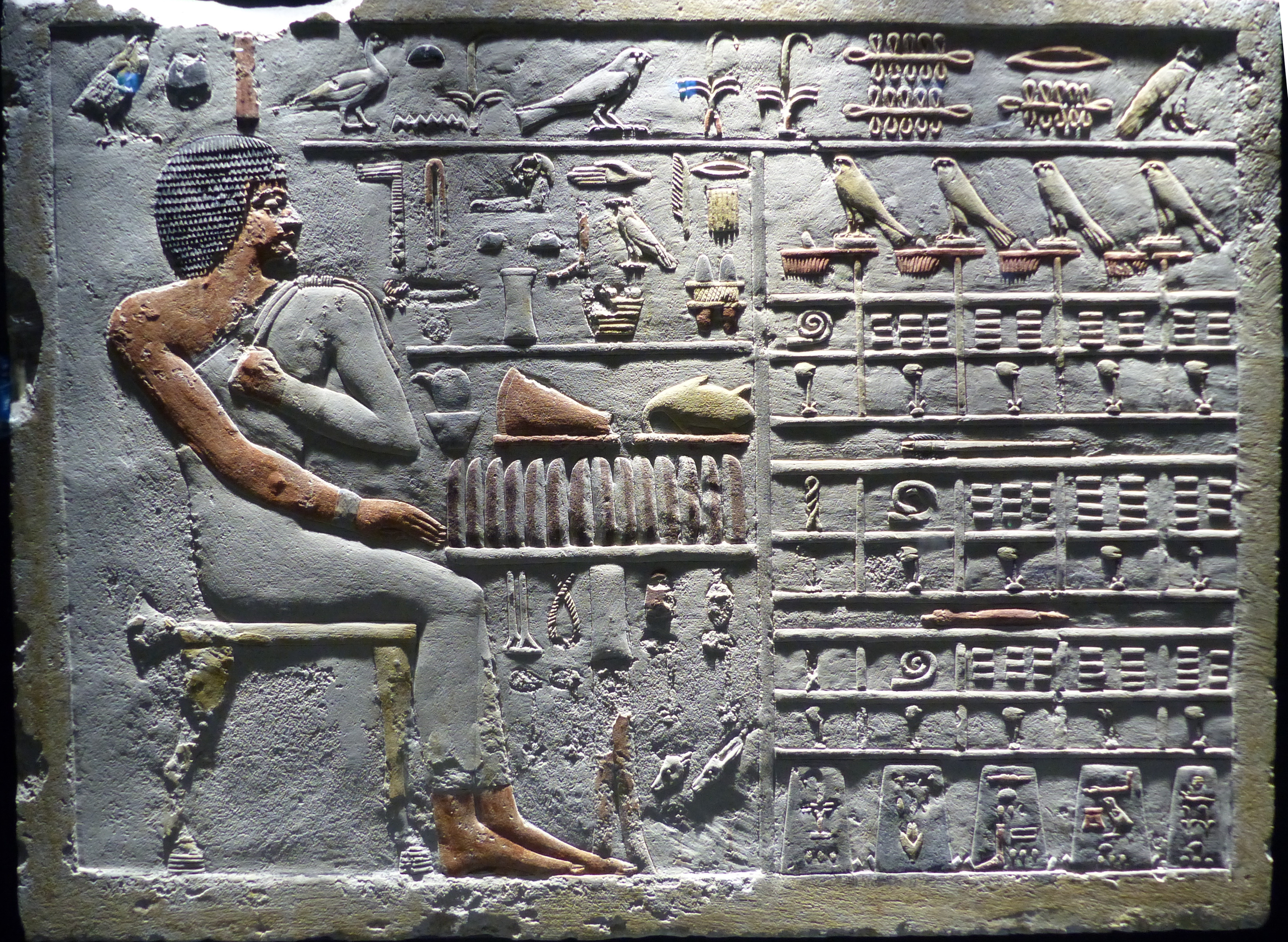
Grabplatte des Iunu aus Gizeh (4. Dynastie), Roemer- und Pelizaeus-Museum, Hildesheim, PM 2145

Grabplatte mit Opfertischszene (auch Opferplatte mit Speisetischszene, englisch Slab Stela oder Relief Slab) bezeichnet Platten mit hieroglyphischen Inschriften und figürlichen Darstellungen aus der altägyptischen Grab-Architektur. Solche Kalkstein-Platten sind in der Nekropole von Heluan bereits ab dem Ende der 1. Dynastie belegt. Sie waren vermutlich in der Fassade des Mastaba-Oberbaus aus Lehmziegeln eingebaut und identifizierten das Grab mit Namen (und Titel) des Grabherrn. Somit sind sie eine Vorform der Scheintür. Mehr als die Hälfte der Funde (insgesamt 86) stammt aus Heluan, weitere 15 aus Gizeh und weitere aus Sakkara, Meidum und Abusir. Die Gizeh-Platten stellen eine Sonderentwicklung in der Grabentwicklung unter Cheops in der 4. Dynastie dar, da zu dieser Zeit bereits die klassische Form der Scheintür existierte. Für die möglichen Hintergründe, die zu dieser reduzierten Ausstattung geführt haben, gibt es noch keine endgültige Deutung.

## Terminologie
Zaki Saad, der in Heluan ausgrub, ging davon aus, dass die zumeist in den Grabschächten im Eingangsbereich der unterirdisch angelegten Grabanlagen gefundenen Steine sich dort in situ befanden. Folglich deutete er sie als ceiling stela (dt. etwa „Decken-Stele“). Als weitere Bezeichnung setzte sich slab stela (dt. etwa „Platten-Stele“) durch, die auch heute noch verwendet wird. Neuere Untersuchungen konnten zeigen, dass es sich bei diesen Funden in den meisten Fällen sicherlich nicht um Stelen im strengen Sinne handelt. Die Platten wurden nicht im primären archäologischen Kontext gefunden, sondern standen in architektonischer Verbindung mit einer Opfernische oder Opferstelle des Graboberbaus. Da diese Objekte folglich nicht freistehend aufgestellt wurden, vermeiden Köhler und Jones den Ausdruck „Stela“ (Stele) und bezeichnen sie stattdessen als relief slabs (dt. etwa Relief-Platten). Im Deutschen hat sich der Ausdruck (Grab-)Platte beziehungsweise Opferplatte (mit Opfertischszene/Speisetischszene) durchgesetzt.

## Entwicklung

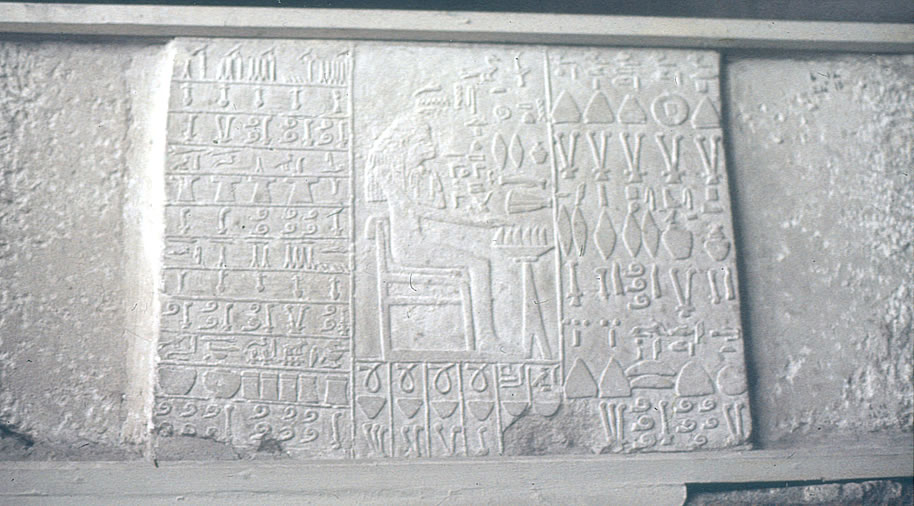
Grabplatte der Seheneser (2. Dynastie)

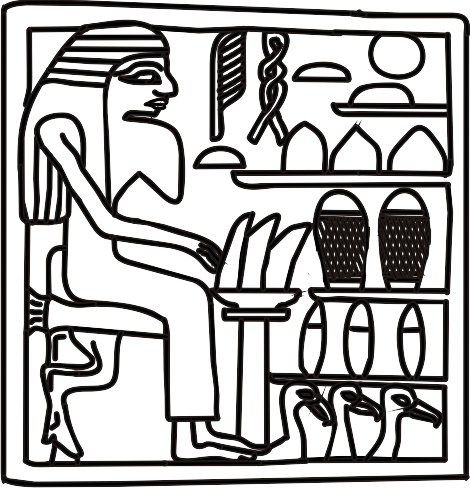
Grabplatte der Heteti (2. Dynastie)

Um die weitere Existenz des Toten im Jenseits zu gewährleisten, wurden seit der Frühzeit die dazu fundamentalen Handlungen und Gaben zusätzlich im Bild wiedergegeben. Die Opfertischszene ist bereits seit der Zeit der Reichseinigung nachweisbar, zuerst auf Zylindern als Beigaben. Diese Zylinder wurden in der 2. Dynastie durch die in das Grab eingebauten Grabplatten mit der Opfertischszene abgelöst. Damit entstand zugleich der Kern der Grabdekoration in den späteren Gräbern des Alten Reiches. Der Tote wurde beim Speisen selbst dargestellt, eine Art Weiterentwicklung des Gedankens, dem Toten seine Nahrung durch magische Handlungen zu garantieren, indem man sie bildlich darstellt. Solche Darstellungen lösten langsam die Beigabe von Nahrungsopfern ab und führten zunehmend zur Versorgung des Toten durch entsprechende bildliche Wiedergaben, in denen die Speisetischszene den Kern bildete.
In der 3. Dynastie nahm die bildliche Anwesenheit des Grabherrn zu. Die neu auftretende Scheintürnische enthält eine zusätzliche Darstellung des stehenden Grabherrn an der Scheintürnische. Unter Snofru, zu Beginn der 4. Dynastie, existierte bereits die klassische Form der Scheintüre an der Grabfassade der Mastabas. Unter Cheops reduzierte sich jedoch die Dekoration der Privatgräber mit der ausschließlichen Anbringung von Grabplatten. So fallen auch 12 der 15 in Gizeh gefundenen Platten in die Regierungszeit des Cheops, meistens in die erste Hälfte seiner Regierung. Alle Gizeh-Platten waren nicht Teil einer Scheintür und sollten auch nie in eine solche eingesetzt werden, obwohl das Bildthema der Plattendarstellungen das zentrale Element vor und nach Cheops bildete.
Nach Peter Der Manuelian stellen die Gizeh-Platten eine Sonderentwicklung in der Grabentwicklung unter Cheops dar. Für die möglichen Hintergründe, die zu dieser reduzierten Ausstattung geführt haben, gibt es noch keine endgültige Deutung. Für Der Manuelian waren die Platten der sublime Ausdruck einer Elite, die sich ihres geistigen Umfeldes unter Cheops bewusst war und im Einklang mit den geradlinigen architektonischen Bestrebungen jener Epoche stand (non-linear reductionism).

## Dekoration und Beschriftung

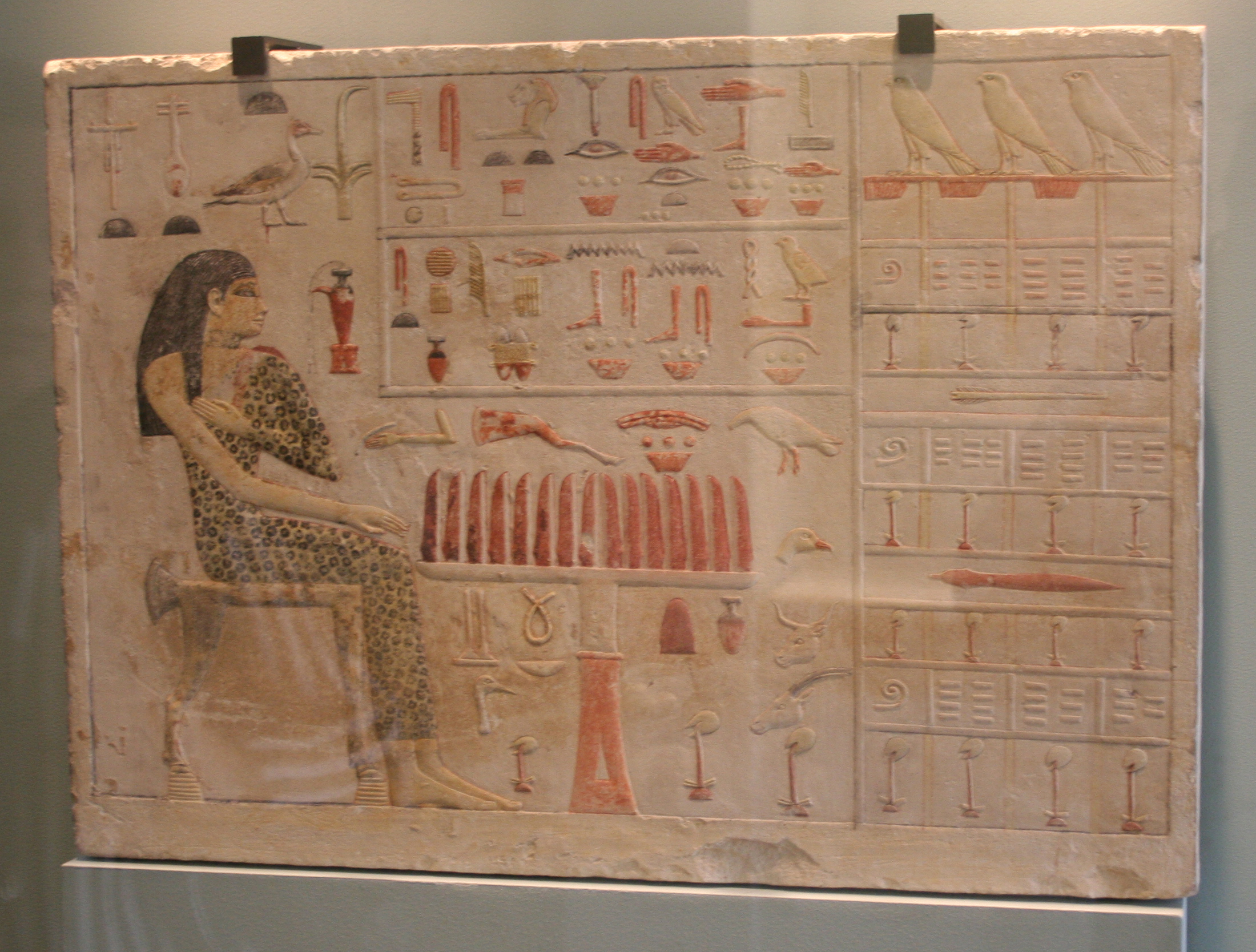
Grabplatte der Neferetiabet aus Gizeh (4. Dynastie)

Bei den Grabplatten handelte es sich meistens um schmale, rechteckige Kalksteinplatten. Jene aus Helwan haben eine durchschnittliche Größe von 50–60 cm in der Länge, 20–25 cm in der Höhe und 6–10 cm in der Dicke. Die Standardgröße jener aus Gizeh beträgt etwa 37,7 × 52,5 × 8,3 cm, es gab jedoch auch Abweichungen in der Norm mit einer Größe von bis zu 88 × 52 × 10 cm. In Helwan hatten fast alle Platten ein zentrales, rechteckiges Bildfeld, während in Gizeh die Dekoration die ganze Fläche einnahm.
Der formale Aufbau der Dekoration folgt einem gewissen Schema: Die ikonographischen Elemente wie Einteilung des Bildfeldes, Arm-Position und Form des Opfertisches weisen eine hohe Beständigkeit auf. Demgegenüber besteht bei den individuellen Opfern ein hohes Grad an Variabilität.
Der Grabbesitzer sitzt meistens auf der linken Seite des Bildfeldes in aufrechter Position auf einem Stuhl mit dem Blick nach rechts. Den rechten Arm streckt er gegen den Opfertisch mit den Opferbroten, den linken hält er angewinkelt an der Brust. Vor dem Grabherrn steht der Opfertisch mit halbierten Brotlaiben. Darunter werden häufig weitere Opfergaben jeweils in 1000er-Zahl genannt (Alabastergefäße, Leinen, Brot, Bier, Ochsen, Antilopen usw.).
Der Beschriftungsteil nennt in der Kopfzeile Name und Titel des Verstorbenen. Vor dem Verstorbenen werden die Opfergaben in Listenform aufgeführt (Weihrauch, Augenschminke, Salben, Wein, Kuchen, Feigen, Milch, die sogenannte Stoffliste usw.).